# Verrières (Ardenne)
Verrières è un comune francese di 36 abitanti situato nel dipartimento delle Ardenne nella regione Grand Est.

## Società

### Evoluzione demografica
Abitanti censiti